# سامانتا بریتن
سامانتا بریتن (انگلیسی: Samantha Britton؛ زادهٔ ۸ دسامبر ۱۹۷۳) یک بازیکن فوتبال زن اهل انگلستان است. وی سابقه عضویت در تیم ملی فوتبال زنان انگلستان را داراست.